# Belide
Belide ist ein Ort und eine ehemalige Gemeinde (Freguesia) im portugiesischen Kreis Condeixa-a-Nova. Die Gemeinde hatte 245 Einwohner (Stand 30. Juni 2011).
Am 29. September 2013 wurden die Gemeinden Belide und Sebal zur neuen Gemeinde União das Freguesias de Sebal e Belide zusammengeschlossen.